# تپه کافر کتی
تپه کافر کتی مربوط به هزاره ۱- دوران‌های تاریخی پس از اسلام است و در شهرستان بابلسر، بخش رودبست، روستای کاسگر محله واقع شده و این اثر در تاریخ ۱ مهر ۱۳۸۲ با شمارهٔ ثبت ۱۰۲۷۸ به‌عنوان یکی از آثار ملی ایران به ثبت رسیده است.